# Zani (cognome)
Zani è un cognome di lingua italiana.

## Varianti
De Zan, Dezan, Zan, Zane, Zanella, Zanellati, Zanellato, Zanelli, Zanello, Zanetello, Zanette, Zanetti, Zanetto, Zanichelli, Zanin, Zaninelli, Zaninello, Zaninetti, Zanini, Zanino, Zaninotti, Zaniol, Zanioli, Zaniolo, Zannella, Zannelli, Zanni, Zannini, Zannino, Zannon, Zannone, Zannoni, Zannotti, Zano, Zanola, Zanoletti, Zanoli, Zanolo, Zanon, Zanoncelli, Zanoncini, Zanoni, Zanotelli, Zanotti, Zanotto.

## Origine e diffusione
Il cognome è tipico lombardo-emiliano e veneto.
Potrebbe derivare dal prenome Zanni, variante di Gianni, o da sue variazioni dialettali.
In Italia conta circa 2 538 presenze.
La variante Zaninelli compare a Brescia, Verona e Cremona; Zanino è sporadicamente presente in Piemonte; Zanoncini ha presenze al confine tra Lombardia e Veneto; Zanoncelli è rintracciabile nel Basso Milanese; Zanella è tipicamente settentrionale; Zanello ha ceppi nell'Udinese, Torinese e Spezzino; Zanini è prevalentemente lombardo-veneto; Zanin è tipicamente veneto; Zanetti compare in tutto il Nord Italia; Zanette è del Trevigiano; Zanni compare in tutt'Italia; Zan è veneto; Zanoni è presente prevalentemente in Lombardia, Veneto occidentale ed Emilia, con presenze in tutta Italia; Zanon è soprattutto veneto, del Padovano e del Veneziano; Zanelli compare in Lombardia ed Emilia Romagna; Zaninetti è biellese, verbanese e novarese; Zane è veneto e bresciano; Zanetello è tipico del Vicentino; Zanetto è prevalentemente veneziano e padovano; Zaniol compare tra Trevigiano e Veneziano; Zanioli compare solo a Venezia; Zaniolo è padovano-vicentino; Zanotti e Zanichelli sono presenti in Emilia Romagna e Lombardia; De Zan e Dezan sono veneti; Zanellato è rodigino, padovano e ferrarese; Zanellati compare nella stessa zona, in Alto Adige e tra Milano e Pavia.

## Persone
- Angelo Vincenzo Zani (1950) – arcivescovo cattolico italiano
- Antonio Zani (1930-2017) – calciatore italiano
- Bartolomeo Zani (fl. XV secolo-XVI secolo) – tipografo e incisore italiano